# コリトサウルス
コリトサウルス（Corythosaurus）は、中生代白亜紀後期（約7,700万 ~ 7,400万年前）、北アメリカ大陸(カナダ、アメリカ)に生息した大型の鳥脚類。
“コリトサウルス”の名は、「コリント式のトカゲ」を意味し、その頭部の形態が古代ギリシアの一部族コリント族の兜にある頭飾りに似ているため、これにちなんだ属名を与えられた。

## 形態
推定全長は約10メートルから13メートル、推定全高は約5メートル、約4トンから5トンと推測されている。パラサウロロフスやランベオサウルスのように頭骨に空洞の骨突起を持つ。コリトサウルスの場合、学名の由来ともなった半円状の突起が頭頂部に突き出している。この突起は性差が見られ、雄の方が大きかったと推定されている。この突起は鼻骨が拡張したものであり、鼻道が入り組んでいるため、外観と違って内部の構造は相当複雑となっている。この突起は嗅覚の発達や鳴き声の増大などに寄与したと考えられている。模型による実験では、霧笛に似たとどろくような音を発した。走るスピードは約時速48キロメートルと考えられている。
頭部を支える首はS字状。脊椎は棘突起が伸長しており背面に稜を形成していた。尾椎は胸胴椎から続く骨質の結合組織に固められ、可動性は乏しかった。

ヒトとの比較。赤色(左)は C.casuarius、黄色(右)は C.intermedius。
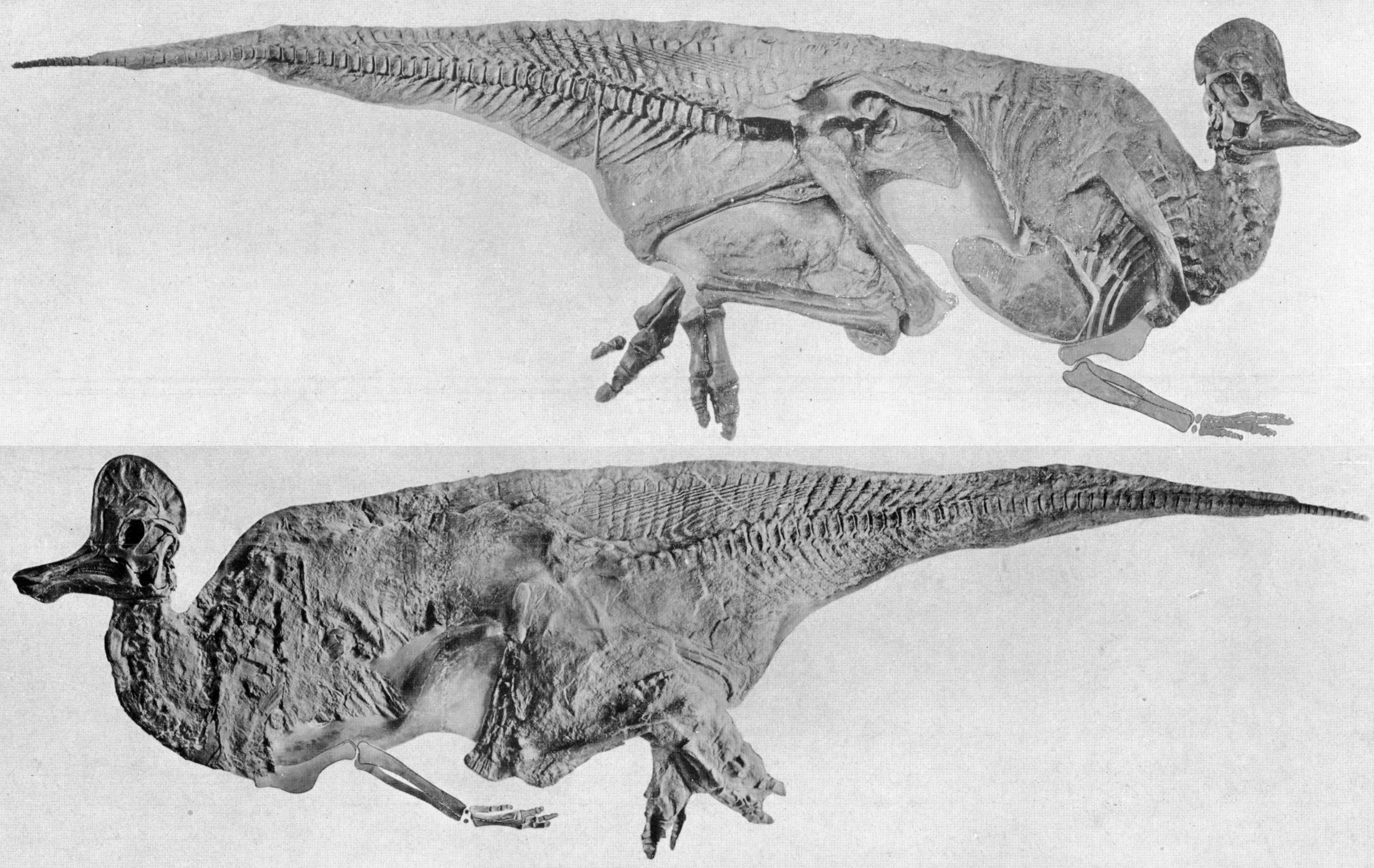
皮膚部分の残ったコリトサウルスの化石
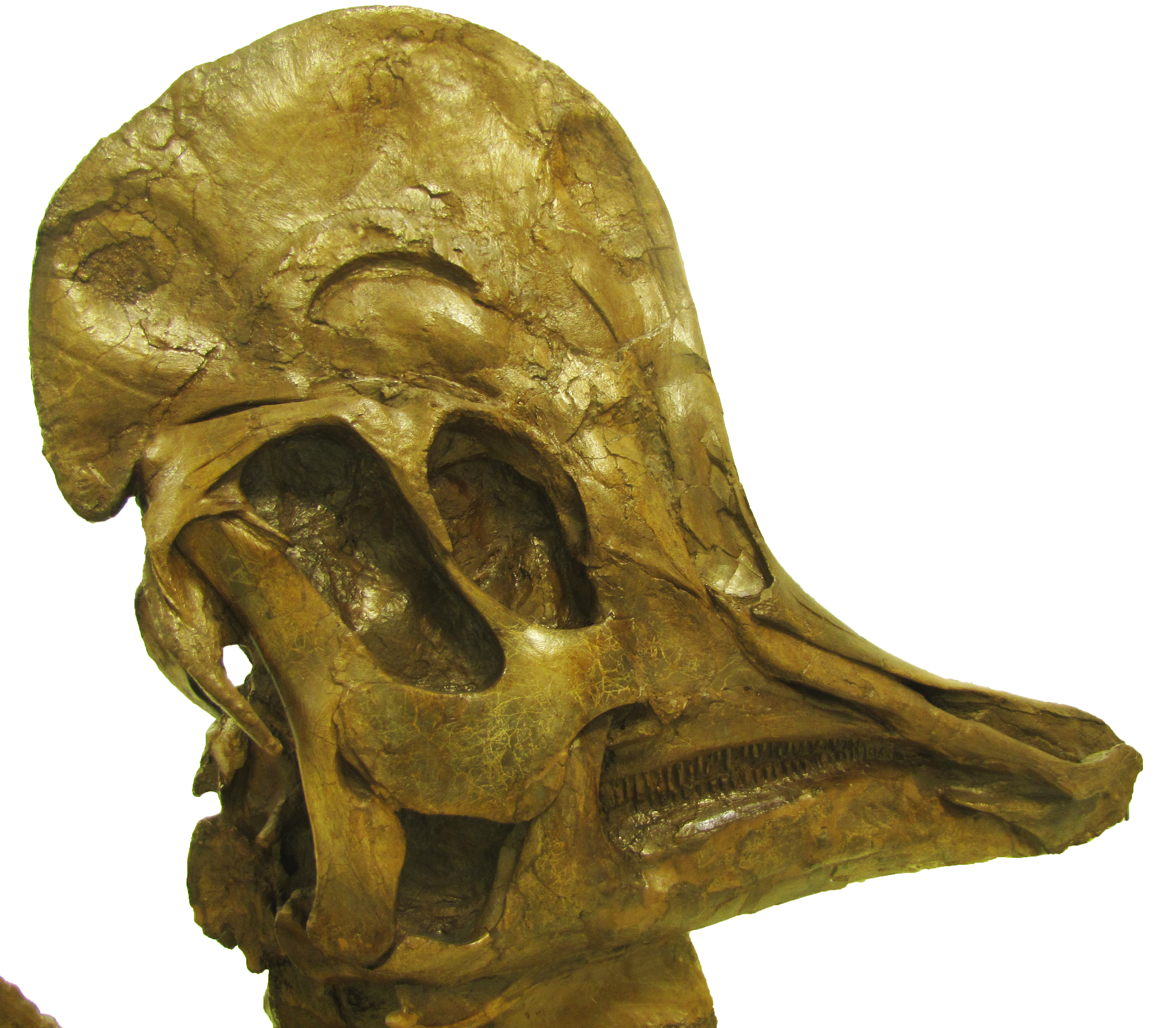
頭骨。アメリカ自然史博物館。
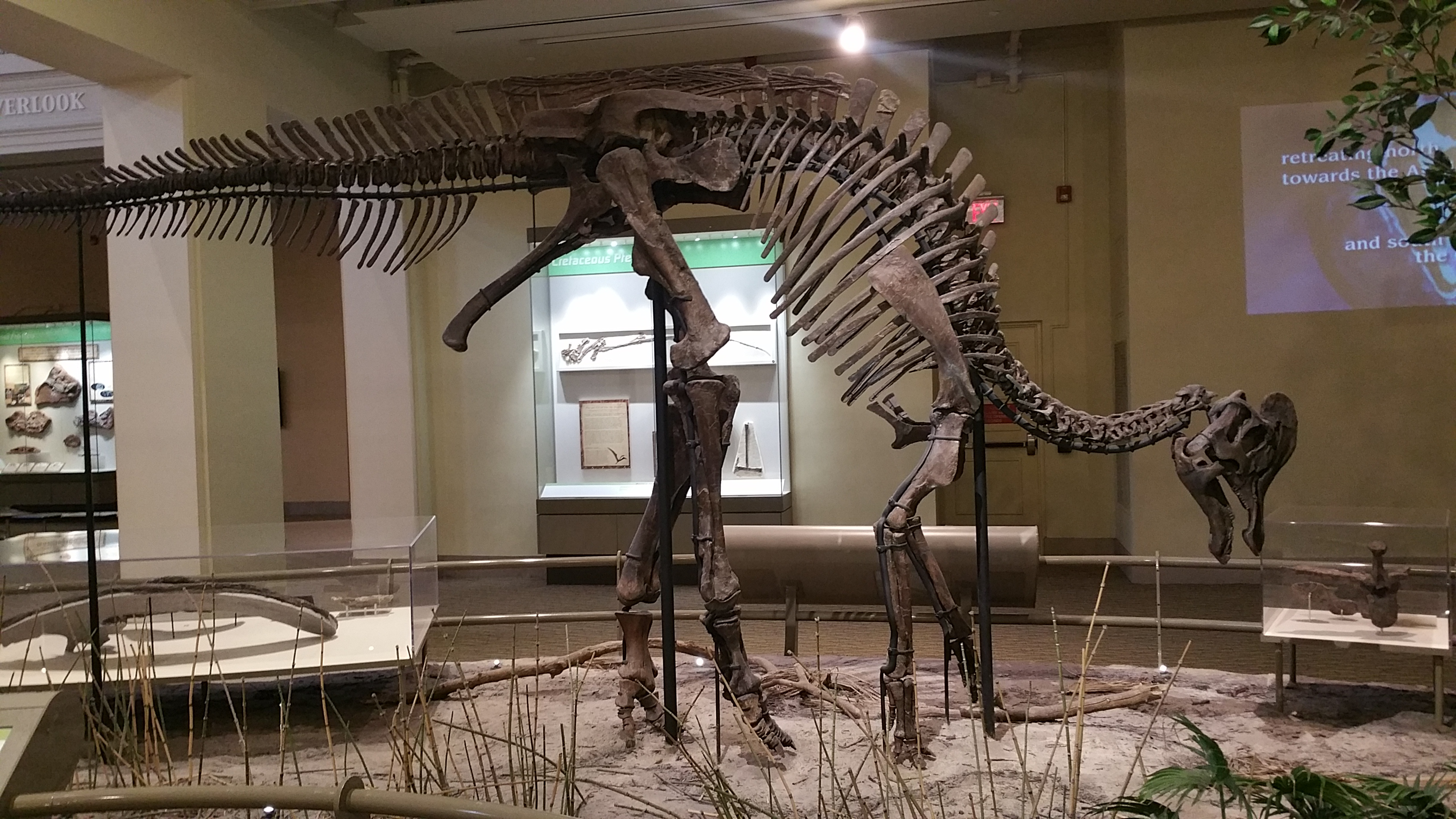
全身骨格。カーネギー自然史博物館。